# Muddeneralekere, Madhugiri
Muddeneralekere là một làng thuộc tehsil Madhugiri, huyện Tumkur, bang Karnataka, Ấn Độ.